# 加藤充志
加藤 充志（かとう あつし、1974年（昭和49年）8月14日 - ）は、日本の囲碁棋士。東京都出身、日本棋院所属、菊池康郎に師事、九段。JT杯星座囲碁選手権戦優勝など。中央を好む棋風。

## 経歴
東京都江東区生まれ。9歳の時に祖父から囲碁を学び、菊池康郎の緑星囲碁学園に通う。1986年少年少女囲碁大会小学生の部で5位入賞。その後日本棋院院生となり、1990年入段。1992年棋聖戦三段戦優勝。1993年四段時に日中スーパー囲碁で4人抜きし「スーパーアツシ君」と呼ばれる。1996年、棋聖戦五段戦優勝、選抜戦でも優勝し、最高棋士決定戦進出。1997年には六段戦優勝するが選抜戦では準優勝。1998年JT杯で獅子座の部に優勝して本戦出場、決勝で趙治勲を破って棋戦初優勝。2001年王座戦挑戦者決定戦に進出するが趙治勲に敗れる。同年八段。2005年から4期連続棋聖戦リーグ入り、2006年はBリーグで4-1と小林覚と同率ながら序列により2位。2008年NHK杯ベスト4。2009年九段。
好きな碁は本因坊秀和、本因坊秀策。プロレスの川田利明のファン。

### 主なタイトル歴
- JT杯星座囲碁選手権戦 1998年

### 他の棋歴
- 日中囲碁交流
  - 1992年 1-2 趙棟
- 日中スーパー囲碁
  - 1992年日中ジュニア三番勝負 2-0 邵煒剛
  - 1993年 4-1（○周鶴洋、○邵煒剛、○汪見虹、○張文東、×陳臨新）
- 棋聖戦
  - 三段戦優勝 1992年、五段戦優勝 1996年、六段戦優勝 1997年
  - 棋聖戦リーグ5期 2005年(3-2）、06年(4-1)、07年(3-2)、08年(1-4)、10年

## 代表局
「4人抜き」第8回日中スーパー囲碁第4戦 張文東-加藤充志(先番) 1993年7月21日
黒1(17手目)から3が面白いコンビネーション。その後上辺を荒らしに来た白を攻め損ねて黒不利となるが、中盤に左下のコウ争いを制して逆転。228手まで黒11目半勝。4人抜きを果たした。

## 著作
- 『中盤の花形戦法 運用、撃退マニュアル』日本棋院 2009年